# L'oro dei Bravados
L'oro dei Bravados è un film del 1970, diretto da Giancarlo Romitelli

## Trama
Due avventurieri nascondono dei lingotti d'oro fino alla fine della Guerra di Secessione.